# Brennwert
Der Brennwert (Formelzeichen: Hs; veraltet kalorischer Brennwert oder oberer Heizwert Ho) ist in der physikalischen Chemie ein Maß für die spezifische chemisch gebundene Energie in einem Stoff. Der Brennwert wird typischerweise bezogen auf die Stoffmenge, die Masse oder das Volumen des Brennstoffs angegeben.
Der Brennwert unterscheidet sich vom Heizwert (ehem. „unterer Heizwert“) dadurch, dass er zusätzlich die Kondensationswärme der Verbrennungsprodukte enthält.
Dies führt in der Praxis bei wasserstoffreichen Brennstoffen, wie bspw. Methan zu einem vergleichsweise hohen Beitrag, da hier mehr Wasserstoff und Sauerstoff in Wasserdampf umgewandelt wird, welcher beim Verflüssigen der entstandenen Dämpfe als zusätzliche Kondensationswärme entnommen werden kann.
Sog. Brennwertkessel enthalten Komponenten, welche die Kondensationswärme auch als Heizenergie nutzbar machen.

## Die physikalische Größe
Der Brennwert eines Brennstoffes gibt die spezifische chemisch gebundene Energie (Reaktionsenthalpie) an, die bei der Verbrennung und anschließender Abkühlung der Verbrennungsprodukte auf die Ausgangsbedingungen (Standardbedingungen: 101,325 kPa und 25 °C) freigesetzt wird, zuzüglich der Kondensationswärme bei der dadurch möglicherweise hervorgerufenen Kondensation der Verbrennungsgase.
Angegeben wird der Brennwert als massenbezogener Brennwert in Kilojoule pro (Kilo)gramm in kJ/g oder kJ/kg, als volumenbezogener Brennwert pro Liter in kJ/l oder pro Kubikmeter in kJ/m3. Bei gasförmigen Stoffen bezieht man den Brennwert auf das Volumen bei den genannten Standardbedingungen. Die Angabe erfolgt dann in Kilojoule pro Normkubikmeter als kJ/m3 mit dem Zusatz „i.N.“, der für „in Normbedingung“ steht.
Das aktuelle Formelzeichen lautet Hs oder B. Das tiefgestellte s steht für lateinisch superior ‚höher‘. Das Formelzeichen Ho (das o steht für oberer Brennwert) ist veraltet; die Angaben in der veralteten Einheit kcal oder bezogen auf die indizierte Maßeinheit wie z. B. in kJ/mN3 entsprechen nicht den gesetzlichen Einheiten und sind daher im Warenverkehr nicht zugelassen.

## Normen
- EN 437:2003 Test gases – Test pressures – Appliances categories; deutsch: DIN EN 437:2003-09 Prüfgase – Prüfdrücke – Gerätekategorien und ÖNORM EN 437:1994-05-01 Geräte für den Betrieb mit Brenngasen – Prüfgase – Prüfdrucke und Gerätekategorien
Diese Euronorm führt auch in Sinne der internationalen Harmonisierung das Formelzeichen Hs ein
- DIN 5499 Brennwert und Heizwert, Begriffe (Januar 1972)
- DIN 1343 Referenzzustand, Normzustand, Normvolumen; Begriffe und Werte (Januar 1990)
- DIN 51900 Bestimmung des Brennwertes mit dem Bombenkalorimeter und Berechnung des Heizwertes
  - Teil 1 Allgemeine Angaben, Grundgeräte, Grundverfahren (April 2000)
  - Teil 2 Verfahren mit isoperibolem oder static-jacket Kalorimeter (Mai 2003)
  - Teil 3 Verfahren mit adiabatischem Mantel (Juli 2004)

zu einschlägigen Normen der Heiz- und Energietechnik siehe Heizwert #Normen